# Morecanos

Localización de las tribus cántabras. Morecanos: área sureste.

Los morecanos fueron una de las tribus integradas con los cántabros. Este etnónimo procede de la ciudad de Moreca.

## Etnónimo
Moreca es el único topónimo utilizado para referirse a esa ciudad hasta bien entrado el siglo XX y generalizado en el XIX. En una obra todavía consultada en la actualidad por historiadores, investigadores y arqueólogos: Diccionario geográfico-histórico de Pascual Madoz también emplea tal término: 

“Los cántabros fueron en lo civil y contencioso adscritos al convento jurídico de Clunia, al cual enviaban IX ciudades de las cuales sola Juliobriga era famosa (Plinio). Las ciudades cántabras, cuyos nombres se nos han conservado eran: Cóncana, Octaviola, Argenomescum, Vadinia, Vellica, Camarica, Juliobriga, Moreca (Ptolomeo) .”  

También en el XVIII y siglos anteriores. Tal denominación es empleada por Manuel de Larramendi, Enrique Flórez, Luciano Huidobro Serna, Pedro Bosch-Gimpera entre otros muchos.
Como derivación de Moreca se utiliza el etnónimo morecanos; Pedro Bosch-Gimpera, autor de reconocido prestigio, en toda su obra cita estos términos.
Adolf Schulten a partir de 1940 empezó a utilizar Moroeca en vez del ya muy clásico Moreca. Y en consecuencia de Moroeca ciertos autores han comenzado a utilizar “moroecanos”o “moroicanos” término que se ha consagrado entre algunos autores recientes.
Moreca y morecanos es el más empleado en la actualidad. La denominación de Moreca la utiliza el arqueólogo y especialista en este tema Joaquín González Echegaray. Moroeca es un cultismo moderno empleado por eruditos.

## Situación
Los dominios de los morecanos abarcaba lo que son las amplias parameras de La Lora y Páramo de Masa. Es decir, toda la cuenca y valle del Rudrón y todos los territorios circundantes.
Pedro Bosch-Gimpera señala: 

“Los iuliobrigenses de la comarca de Reinosa y los morecanos de la región de Sedano, corriendo el límite desde las sierras que cierran la Bureva [1], indicado por el pueblo de Terminón,”

[1] Así se escribía antes. Hoy se escribe Bureba.
Otro autor Luciano Huidobro Serna señala:

“Los límites meridionales de Cantabria, que según los autores más acreditados venían por Terminón, Cernégula, Úrbel y las Peñas de Ordejön, siguiendo por Amaya hasta el Pisuerga, hay que buscar el emplazamiento de Moreca, hacia Sedano, donde abundan los morcueros, palabra que no tiene correspondencia en el latín y designa los montones de cantos que abundan en los altos de Sedano para refugio de los pastores y servir de hitos en tiempo de nieves, y es país donde quedan castros importantes, como el citado de Gredilla, con vestigios de fortificaciones, que ha suministrado muchos objetos de bronce de época ibérica. Además, designando los romanos con el nombre de cántabros a los habitantes de las montañas inmediatas al Ebro, de la palabra griega «Kanta Iberum», junto al Ebro, esta designación corresponde muy bien al partido de Sedano, donde situamos la ciudad más meridional de la Cantabria.”

E. Peralta Labrador también los sitúa en las parameras más meridionales de la cordillera Cantábrica: Páramo de La Lora y Páramo de Masa idénticos en estructura y caracteres geológicos, sólo separados por el Valle del Rudrón. También incluye otras áreas geográficas.